# Gunnaur
Gunnaur es un pueblo y nagar Panchayat situado en el distrito de Badaun en el estado de Uttar Pradesh (India). Su población es de 23665 habitantes (2011). 

## Demografía
Según el  censo de 2001 la población de Gunnaur era de 19108 habitantes, de los cuales el 52% eran hombres y el 48% eran mujeres. Gunnaur tiene una tasa media de alfabetización del 31%, inferior a la media nacional del 59,5%: la alfabetización masculina es del 38%, y la alfabetización femenina del 24%.